# Pachnoda stehelini
Pachnoda stehelini är en skalbaggsart som beskrevs av Hermann Rudolph Schaum 1841. Pachnoda stehelini ingår i släktet Pachnoda och familjen Cetoniidae.

## Underarter
Arten delas in i följande underarter:
- P. s. subtransversa
- P. s. tessari